# Didier Ovono
Didier Ovono   (Port-Gentil, 23 de gener de 1983) és un futbolista del Gabon de la dècada de 2010.
Fou internacional amb la selecció de futbol del Gabon.
Pel que fa a clubs, destacà a FC Dinamo Tbilisi, Le Mans UC, FC Sochaux i KV Oostende.